# بیست و ششمین دوره جوایز اسکار
بیست و ششمین دوره مراسم اعطای جوایز اسکار (انگلیسی: 26th Academy Awards) در روز ۲۵ مارس ۱۹۵۴ در تئاتر پنتیجز هالیوود، لس‌آنجلس و تئاتر نیو سنچری نیویورک برگزار شد. در این مراسم بهترین فیلم‌های سال ۱۹۵۳ جهان به انتخاب آکادمی علوم و هنرهای تصاویر متحرک جایزه گرفتند.
دانالد اوکانر (لس آنجلس) و فردریک مارچ (نیویورک سیتی) مجریان این مراسم بود.

## جوایز
| جایزه اسکار بهترین فیلم | جایزه اسکار بهترین کارگردانی |
| --- | --- |
| - بادی آدلر for کلمبیا پیکچرز – از اینجا تا ابدیت - جان هاوسمن for مترو گلدوین مایر – ژولیوس سزار - فرانک راس (تهیه‌کننده) for فاکس قرن بیستم – ردا - ویلیام وایلر for پارامونت پیکچرز – تعطیلات در رم - جرج استیونس for پارامونت پیکچرز – شین | - فرد زینمان – از اینجا تا ابدیت - جرج استیونس – شین - چارلز والترز – لیلی - بیلی وایلدر – بازداشتگاه شماره ۱۷ - ویلیام وایلر – تعطیلات در رم |
| جایزه اسکار بهترین بازیگر نقش اول مرد | جایزه اسکار بهترین بازیگر نقش اول زن |
| - ویلیام هولدن – بازداشتگاه شماره ۱۷ - مارلون براندو – ژولیوس سزار - ریچارد برتون – ردا - مونتگومری کلیفت – از اینجا تا ابدیت - برت لنکستر – از اینجا تا ابدیت | - آدری هپبورن – تعطیلات در رم - لزلی کارون – لیلی - اوا گاردنر – موگامبو - دبورا کار – از اینجا تا ابدیت - مگی مک‌نامارا – ماه آبی است |
| جایزه اسکار بهترین بازیگر نقش مکمل مرد | جایزه اسکار بهترین بازیگر نقش مکمل زن |
| - فرانک سیناترا – از اینجا تا ابدیت - ادی آلبرت – تعطیلات در رم - براندون دی وایلد – شین - جک پالانس – شین - رابرت استاروس (بازیگر) – بازداشتگاه شماره ۱۷ | - دانا رید – از اینجا تا ابدیت - گریس کلی – موگامبو - جرالدین پیج – Hondo - مارجوری رامبئو – Torch Song - تلما ریتر – جیب‌بر خیابان جنوبی |
| جایزه اسکار بهترین فیلم‌نامه اقتباسی | جایزه اسکار بهترین فیلم‌نامه غیراقتباسی |
| - از اینجا تا ابدیت – دانیل تاردش - The Cruel Sea – اریک امبلر - لیلی – Helen Deutsch - تعطیلات در رم – Ian McLellan Hunter و John Dighton - شین – ای بی گوتری جونیور | - تایتانیک – چارلز براکت، والتر رایش و ریجارد ال. برین - واگن دسته موزیک – بتی کامدن و آدولف گرین - موش‌های صحرا (فیلم) – ریچارد مورفی (فیلمنامه‌نویس) - مهمیز برهنه – سم رولف و هارولد جک بلوم - Take the High Ground – میلارد کافمن |
| Best Story | جایزه اسکار بهترین پویانمایی کوتاه |
| - تعطیلات در رم – دالتون ترامبو (awarded posthumously as Dalton was on the Hollywood blacklist) - Above and Beyond – Beirne Lay, Jr. - The Captain's Paradise – Alec Coppel - Hondo – Louis L'Amour (disqualified) - فراری کوچولو – ریموند ابراشکین، Morris Engel و روت اورکین | - Toot, Whistle, Plunk and Boom – والت دیزنی - Christopher Crumpet - From A to Z-Z-Z-Z - Rugged Bear - قلب رازگو |
| Best Documentary Feature | Best Documentary Short |
| - بیابان زنده – والت دیزنی - The Conquest of Everest - A Queen Is Crowned | - The Alaskan Eskimo – والت دیزنی - The Living City - Operation Blue Jay - They Planted a Stone - کلمه |
| جایزه اسکار بهترین فیلم کوتاه | جایزه اسکار بهترین فیلم کوتاه |
| - The Merry Wives of Windsor Overture - Christ Among the Primitives - Herring Hunt - Joy of Living - Wee Water Wonders | - Bear Country – والت دیزنی - Ben and Me - Return to Glennascaul - Vesuvius Express - Winter Paradise |
| جایزه اسکار بهترین موسیقی فیلم | جایزه اسکار بهترین موسیقی فیلم |
| - لیلی – برانیسلاو کاپر - Above and Beyond – هوگو فریدهوفر - از اینجا تا ابدیت – موریس استولوف و جورج دانینگ - ژولیوس سزار – میکلوش روژا - این سینه‌راما است – Louis Forbes | - Call Me Madam – آلفرد نیومن - واگن دسته موزیک – آدولف دویچ - Calamity Jane – ری هایندورف - The 5,000 Fingers of Dr. T – فردریک هالندر و موریس استولوف - Kiss Me Kate – آندره پروین و سال چاپلین |
| جایزه اسکار بهترین ترانه | Best Sound Recording |
| - "Secret Love" from Calamity Jane – Music by سمی فین; Lyric by پل فرنسیس وبستر - "The Moon Is Blue" from ماه آبی است – Music by هرشل برک گیلبرت; Lyric by Sylvia Fine - "My Flaming Heart" from دختر شهر کوچک – Music by نیکلاس برودسکی; Lyric by لئو رابین - "Sadie Thompson's Song" from خانم سیدی تامسون – Music by Lester Lee; Lyric by ند واشینگتن - "That's Amore" from The Caddy – Music by هری وارن; Lyric by Jack Brooks                                      | - از اینجا تا ابدیت – جان پی. لیوادری, کلمبیا پیکچرز - Calamity Jane – William A. Mueller, وارنر برادرز - Knights of the Round Table – A. W. Watkins, مترو گلدوین مایر - قمارباز میسیسیپی (فیلم ۱۹۵۳) – Leslie I. Carey, یونیورسال استودیوز - جنگ دنیاها – Loren L. Ryder, پارامونت پیکچرز |
| جایزه اسکار بهترین طراحی صحنه | جایزه اسکار بهترین طراحی صحنه |
| - ژولیوس سزار – Art Direction: سدریک گیبنز و Edward Carfagno; Set Decoration: Edwin B. Willis و Hugh Hunt - مارتین لوتر – Art Direction and Set Decoration: Fritz Maurischat و Paul Markwitz - The President's Lady – Art Direction: Lyle Wheeler و Leland Fuller; Set Decoration: Paul S. Fox - تعطیلات در رم – Art Direction and Set Decoration: Hal Pereira و Walter Tyler - تایتانیک – Art Direction: Lyle Wheeler و Maurice Ransford; Set Decoration: Stuart Reiss | - ردا – Art Direction: Lyle Wheeler و George Davis; Set Decoration: Walter M. Scott و Paul S. Fox - Knights of the Round Table – Art Direction: Alfred Junge و Hans Peters; Set Decoration: John Jarvis - لیلی – Art Direction: سدریک گیبنز و Paul Groesse; Set Decoration: Edwin B. Willis و Arthur Krams - داستان سه عشق – Art Direction: سدریک گیبنز، Preston Ames, Edward Carfagno و Gabriel Scognamillo; Set Decoration: Edwin B. Willis, Keogh Gleason, Arthur Krams و Jack D. Moore - Young Bess – Art Direction: سدریک گیبنز و Urie McCleary; Set Decoration: Edwin B. Willis و Jack D. Moore |
| جایزه اسکار بهترین فیلمبرداری | جایزه اسکار بهترین فیلمبرداری |
| - از اینجا تا ابدیت – برنت گافی - The Four Poster – هال مور - ژولیوس سزار – جوزف روتنبرگ - مارتین لوتر – جوزف سی. براون - تعطیلات در رم – فرانتس پلانر و آنری آله‌کان | - شین – لویال گریگز - All the Brothers Were Valiant – جرج جی. فالسی - Beneath the 12-Mile Reef – ادوارد کرونیاگر - لیلی – Robert Planck - ردا – لئون شامروی |
| جایزه اسکار بهترین طراحی لباس | جایزه اسکار بهترین طراحی لباس |
| - تعطیلات در رم – ادیت هد - The Actress – والتر پلانکت - Dream Wife – هلن رز و Herschel McCoy - از اینجا تا ابدیت – ژان لوئی - The President's Lady شارل لوماری و رنی | - ردا –شارل لوماری و امیل سانتیاگو - واگن دسته موزیک – Mary Ann Nyberg - Call Me Madam – آیرین شرف - چگونه می‌توان با یک میلیونر ازدواج کرد – شارل لوماری و ویلیام تراویلا - Young Bess – والتر پلانکت |
| جایزه اسکار بهترین تدوین | جایزه اسکار بهترین جلوه‌های تصویری |
| - از اینجا تا ابدیت – ویلیام لیون - Crazylegs – Irvine (Cotton) Warburton - ماه آبی است – اوتو لودویگ (تدوینگر) - تعطیلات در رم – رابرت سوینک - جنگ دنیاها – Everett Douglas | - جنگ دنیاها |